# Lippo Memmi
Lippo Memmi, cuyo nombre completo era Filippo di Memmo di Filipuccio (Siena, h. 1291-1356) fue un pintor italiano perteneciente a la Escuela sienesa de la primera mitad del Trecento. Fue el seguidor más destacado de Simone Martini, su cuñado.

## Biografía
Nacido en una familia de artistas, era hijo del pintor Memmo di Filipuccio y hermano de Thederigo (o Federigo) Memmi. En 1324 su hermana contrajo matrimonio con Simone Martini, de quien hacía ya tiempo era el más estrecho colaborador. Su estilo es muy similar al de su cuñado, por lo que muchas obras atribuidas a este pueden haber sido en mayor o menor medida fruto de su propio trabajo, pues al morir Simone Martini, fue el encargado de terminar varias de las pinturas que dejó inacabadas. A pesar de que ambos artistas son semejantes, Martini firmaba al pie de sus obras con Simonis Memmi Senensis opus, en cambio Lippo omitía su propio nombre y optaba por un latín más descuidado, opus Memmi de Senis me fecit. Será en la tabla de San Paolo a Ripa d'Arno donde, tras representar a Nuestra Señora, San Pedro, San Pablo, San Juan Bautista, entre otros, Lippo escribe su nombre.
Junto con Martini, en 1333 pintó una de las obras maestras del Gótico internacional, la Anunciación para la iglesia sienesa de Sant' Ansano (hoy en los Uffizi) y la tabla del altar mayor en la Iglesia de los Hermanos Predicadores en Pisa. También fue uno de los artistas que trabajó en la catedral de Orvieto, para la que acabó la Madonna dei Raccomandati. Más tarde siguió a Martini en la corte papal de Aviñón, donde trabajó hasta mediados del siglo XIV. Tras la muerte de su cuñado en el año 1345, finalizó algunas de sus obras como la Pasión de Jesucristo en Ancona, y hasta un total de ocho figuras entre las que se incluyen una Virgen, un San Luis, rey de Francia, y otros santos en la Iglesia inferior de la Basílica de San Francisco de Asís.
Por sí solo pintó una tabla al temple para los Hermanos de San Agustín, en San Gimignano. Gracias a la fama de esta pieza, tuvo que enviar a Arezzo, al obispo Guido de' Tarlati, un cuadro que constaba de tres medias figuras que se encuentra en la capilla de San Gregorio. Tras su regreso a Siena, Memmi realizó varias obras más hasta su muerte en 1356, como es la gran pintura situada sobre la Puerta de Camollia donde se representa la Coronación de Nuestra Señora.

## Selección de obras
- Nuestra señora en el trono con el Niño y los Santos - Al fresco, Iglesia de San Agustín, San Gimignano
- Nuestra señora en el trono con el Niño , San Pablo y un ángel - Al fresco, 130 x 308 cm, Pinacoteca Nazionale, Siena
- Nuestra señora en el trono con el Niño y los Santos - Sobre tabla, Lindenau - Museo , Altenburg
- Nuestra señora en el trono con el niño, Ángeles y Santos (también conocido como San Gimignano Majestad , 1317 ) - Al fresco, Palacio del Pueblo, San Gimignano
- Virgen con el Niño y Donantes - 56 x 24 cm , National Gallery of Art , Washington
- Políptico de San Paolo a Ripa d' Arno: paneles laterales con Santa María Magdalena, Petit Palais de Aviñón
- Virgen con el Niño y Santos - 34 x 25 cm , Museo Isabella Stewart Gardner , Boston
- Virgen de la Piedad (Madonna dei Raccomandati, c 1320.) - Catedral de Orvieto
- Virgen con el niño y los santos Políptico - Iglesia de San Nicolás, Casciana Alta
- Políptico para la iglesia de San Francisco de Colle Val d'Elsa (c 1330/40.) - Los paneles se encuentran en varios museos, incluyendo Gemäldegalerie de Berlín, la National Gallery of Art de Washington, el Museo del Louvre en París, y el Poldi Pezzoli Museum de Milán
- Virgen con el Niño (Nuestra señora del Pueblo, c desde 1.325 hasta 1330) - 78 x 51 cm, Santa Maria dei Servi, Siena
- Díptico firmado y fechado (1333)

1. Virgen con el Niño - Gemäldegalerie de Berlín
2. San Juan Bautista - 44 x 21 cm, W. B. Golovin Collection, Nueva York

- Virgen con el Niño - 50 x 39 cm, Museo Nelson-Atkins, Kansas City
- Redentor bendiciendo - Ubicación desconocida, última mención en Turín en 1987
- Virgen con el Niño y el Cristo Redentor - Panel, 149 x 57 cm, Pinacoteca Nazionale, Siena
- Virgen con el Niño (Virgen de la Humildad) - 33 x 24 cm, Gemäldegalerie de Berlín
- Nuestra señora en el trono con el niño y el donante (c 1325-30) - 78 x 51 cm, Museo Diocesano, Asciano
- Políptico de los Santos

1. San Juan Bautista - Lindenau - Museo , Altenburg
2. San Pedro y St. Paul - Colección Chiaramonte Bordonaro , Palermo
3. Santiago - Museo Nacional de San Matteo , Pisa

- Díptico desmantelado (c . 1330 a 1.34 )

1. Crucifixión - 60 x 29 cm, Museo del Louvre , París
2. Virgen con el Niño, los ángeles y los santos . Juan el Bautista y Francisco de Asís - 67 x 33 cm , el Museo Metropolitano de Arte , Nueva York

- Pináculo Políptico con st . Antonio de Padua - 41 x 19 cm , Colección Frick , Nueva York
- Apoteosis de Santa Catalina - Convento de Santa Caterina , Pisa
- Historias del Nuevo Testamento (c. 1.338-1345) - Ciclo de frescos , la Colegiata de San Gimignano